# Жиров, Иван Иванович
Иван Иванович Жиров (1765—1829) — русский военачальник, генерал-майор.
Командовал казачьими войсками Войска Донского. Отец Д. И. Жирова.

## Биография
Иван Иванович Жиров уроженец станицы Терновской Бахмутской провинции Воронежской губернии (позже – области Войска Донского), из обер-офицерских детей.
На военной службе с 1783 года в Атаманском полку.
Участник похода на Индию 1801 года. В 1805 году участвовал в войне с французами, в сражении под Аустерлицем был ранен саблей в щеку.
К началу Отечественной войны 1812 года — подполковник и командир полка на западной границе. Во время Отечественной войны сражался при Мире и Смоленске. 26 августа в Бородинском сражении был тяжело ранен ядром в голову.
За три года войны с французами (1812—1814) взял в плен 74 офицера, более 2000 рядовых и отбил 72 орудия. Закончил войну во Франции в чине полковника.
В 1815 году находился со своим полком в Крыму для содержания кордонов по берегу Чёрного моря.
О его службе с 1816 по 1829 год сведений не имеется.
В 1829 году действовал против турок во главе трёх казачьих полков: Ильина, Чернушкина и Золотарёва, бывших в составе 2-й армии.
О генерале Жирове главнокомандующий 2-й армией генерал-адъютант граф Дибич-Забалканский 20 июля 1829 года доносил императору Николаю I:

«Генерал-майор Жиров усердною службою, не взирая на крайне болезненное состояние его, с начала войны находился всегда в первых войсках и во всех делах с неприятелем проявлял мужество и благоразумную распорядительность».

По окончании Турецкой войны император назначил Жирову пожизненный пансион в пять тысяч рублей ассигнациями.
Умер 25 декабря 1829 года в Турции от чумы и похоронен в селении Татарларе, в двадцати семи верстах от города Адрианополя, по дороге в селение Кырккилисе.
На его могиле был поставлен белый мраморный памятник со следующей надписью: «Здесь погребен российской службы Войска Донского генерал-майор и кавалер Иван Иванович Жиров»; на оборотной стороне: «Скончался 25 декабря 1829 года на шестьдесят четвертом году от рождения».

## Награды
Российской империи:
- Орден Святой Анны 3-й степени
- Орден Святой Анны 2-й степени (26 декабря 1811)[5]
- Орден Святого Георгия 4-й степени (№ 2721; 20 октября 1813)
- Орден Святого Георгия 3-й степени (№ 363, 2 февраля 1814 — за отличие в сражении при штурме Суассона)
- Орден Святой Анны 1-й степени (20 июля 1828)[6]
- Орден Святого Владимира 2-й степени (15 декабря 1829)[7]
- Медаль «В память Отечественной войны 1812 года» серебряная и бронзовая (1813)
- Медаль «За взятие Парижа» (1814)
- Медаль «За турецкую войну» (октябрь 1829)

Иностранных государств:
- Орден «Pour le Mérite» (6 сентября 1813, королевство Пруссия)[8]
- Орден меча рыцарский крест 1-го класса[9] (Королевство Швеция)